# ریتشکی (ناحیه برنو-تسوونتری)
ریتشکی (به چکی: Říčky) یک منطقهٔ مسکونی در جمهوری چک است که در ناحیه برنو-تسوونتری واقع شده‌است. ریتشکی ۲٫۵۹ کیلومتر مربع مساحت و ۳۱۱ نفر جمعیت دارد و ۴۴۵ متر بالاتر از سطح دریا واقع شده‌است.